# 托克勞人
托克勞人是主要分布於南太平洋托克勞島上的民族，托克勞島由阿塔富、努庫諾努及法考福所組成。托克勞人多說托克勞語、英語及薩摩亞語。從十九世紀末期，因受外來殖民影響，後多信仰基督教、天主教，影響其社會風俗。近年來因追求更好的生活品質，托克勞人大舉遷移至新西兰。

## 民族分布、人口與語言

### 民族分布
托克勞人主要分布於南太平洋上的三個環礁島上，由北到南分別為阿塔富（Atafu）、努庫諾努（Nukunonu） 和法考福（Fakaofo）。而近年來，托克勞人口普遍外移，移居至教育及經濟情況較發達的紐西蘭。

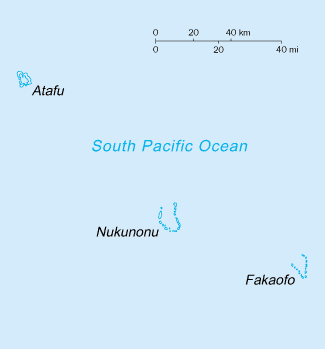
由阿塔富、努庫諾努和法考福組成的托克勞

### 人口
根據世界概況，在2014年統計分布於三個環礁島上的托克勞為1,337人。而有7,175位托克勞人在紐西蘭。

### 語言
托克勞人最主要使用的語言為托克勞語、英語和薩摩亞語，少部分使用吐瓦魯語。

托克勞語屬南島語系·馬來－玻里尼西亞語族·大洋語群·玻里尼西亞語支，與吐瓦魯語有密切的親屬關係，兩者可互通。使用者約3200人，主要位於托克勞、斯溫斯島、美屬薩摩亞及紐西蘭。

#### 瓦隆語
- 南島語系
  - 馬來-玻里尼西亞語族
    - 大洋語群
      - 玻里尼西亞語支
        - Nuclear Polynesian
          - Samoic-Outlier
            - 托克勞語

薩摩亞語（薩摩亞語：gagana Sāmoa）（英語：Samoan language）是薩摩亞與美屬薩摩亞的官方語言之一，也是兩地的傳統語言。薩摩亞語屬於南島語系。薩摩亞語的使用者約有370,337人，其中將近一半在薩摩亞。

#### 薩摩亞語
- 南島語系
  - 馬來-玻里尼西亞語族
    - 大洋語群
      - 玻里尼西亞語支
        - 東加-薩摩亞語支
          - 薩摩亞語

## 地理環境
由阿塔富、努庫諾努 和法考福組成的托克勞，每個島嶼都是由環礁所組成，主要為熱帶雨林的環境，氣候潮濕、悶熱。年平均溫度為28攝氏溫度，年平均雨量為2800毫米，降雨時間集中在十月至三月這六個月裡。根據計算，托克勞有許多本地特有種，總共有38種獨特的植物、150種昆蟲，以及10多種蟹類，但現今大量植披被用來種植椰子樹。

## 歷史沿革
根據考古學，這些島嶼是一千年以前有人開始在此定居。幾百年前，有口頭流傳的歷史遺跡，顯示波利尼西亞的神話和對神的崇拜。在十八世紀以前，這三個島是互相獨立，直到Fakaofo開始統治Atafu和Nukunonu，結合並統一這三個島。

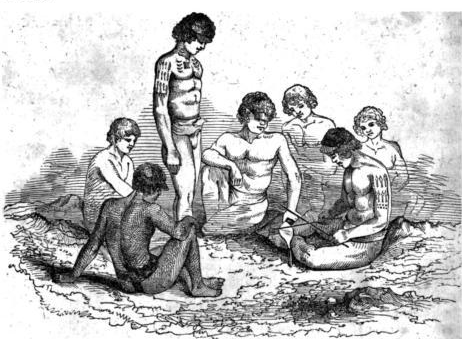
描繪1841年的法考福居民

### 歐洲發現與接觸
十八世紀羅馬天主教會、倫敦傳教士來到托克勞，相繼的帶來新的食物、衣服、物質和資訊，深刻地改變了托克勞的社會。像是Atafu人改信為基督教及 Nukunonu轉信為天主教，而Fakaofo 則為天主教、基督教皆相信的地域。

### 祕魯奴隸貿易商
祕魯的奴隸貿易商在1863年來到托克勞的三個環礁島，綁架了大多數身體健全的男人，使他們成為祕魯裡的勞動者。而這些男人，最終大多死於痢疾和天花，少數人能返回托克勞。這個事件影響了當地社會的政治管理，使得他們後來成立了一個政治組織為“Taupulega”“Taupulega”每個家庭裡都可以有其代表在這個組織中，現今的社會中，仍仰賴這樣的政治組織。而當時祕魯的奴隸貿易，也使得波利尼西亞的移民和來自美國、蘇格蘭、英國、葡萄牙和德國的海邊開採礦石者來到托克勞定居，取當地女子為妻，重新填補當地的人口空缺。

### 英國的統治及歸於紐西蘭
在1889年，托克勞正式成為英國的殖民地，1916年併入「吉爾伯特及埃利斯群島」（Gilbert and Ellice Islands）。自1926年开始，托克劳被划归至紐西蘭管辖之下，1948年1月1日英國正式地將托克劳主權劃歸紐西蘭。

### 公投獨立
在2006年、2007年，托克勞人決定發起公投，決定是否要脫離紐西蘭而獨立。但是兩次投票結果，票數皆不通過。

## 社會、家庭與婚姻

### 性別分工
在托克勞社會裡，工作為性別分工，現象為男人出外捕魚、收割，而女人則是在家管理家務。

### 婚姻
幾乎每個家庭為一夫一妻，並採用入贅制，因此在托克勞有一句俗諺為「女人待著，男人離去」。托克勞人斷言，第二個表兄弟不能結婚，此規則是擁有財產權的人不結婚。由於第二個表親屬於普通親屬團體，所以他們通常是不可婚的，通常第三或第四個表親也如此。如果這樣的表兄弟結婚，那麼共同財產就會分開的，他們很堅持這個規定，但現今有些人已經打破這個規定。

### 家庭
家庭單位並不容易去定義，但是每一個家庭都著重在一個成年女人，不論她為已婚或喪偶，她會直接指導家庭的運作。
托克勞的家庭關係，不單是一個獨自的生產、消費單位，家庭內的成員會跟各種親屬團體合作，從幾個親屬團體接收商品和生產。它是一些成員的常規睡眠場所，但成年男孩很少在家裡睡覺，孩子經常和其他親屬睡覺。因此，家庭的組成是變化和靈活的。而托克勞密集、開放的村莊定居點，任何人的活動、出生在任何時候都是眾所周知的。

### 繼承
所有的後代都繼承父母的權利。財產在親屬團體中分配時，以公平份額分配的創始人子女的名義，無論子女為生或死。但實際劃分可能需要接受組織的發言人進行大量的談判。

## 產業與生活

### 產業
托克勞的地理環境限制了其經濟發展，並限制於傳統經濟活動上，尤其為漁業，但漁業活動侷限於男性專屬，然而他們的漁業知識已經流傳好幾個時代。
另方面，托克勞的經濟活動主要在島上、潟湖和海邊，收入的來源主要為銷售椰子、郵票、紀念幣和手工藝品。近年來，成為公職逐漸變成居民的主要職業，手工品變成禮物取代以往的金錢取向。

### 生活
魚類、椰子盛產，其他本地食物依賴季節為主。島上會庫存進口食物，多為米、菸草、肥皂、麵粉和糖。
2012年10月開始，托克勞群島的電力供應全部採用太陽能。。

## 信仰與習俗

### 信仰
自十九世紀後半葉以來，基督教一直是托克勞生活的中心部分。2011年，58.5％的受訪者屬於基督教會會議組織，超過三分之一的受訪者（佔36.8％）屬於羅馬天主教教派。其餘4.7％中，長老會佔1.8％，屬於精神和新時代宗教的佔0.1％，其他基督教派別佔2.8％。

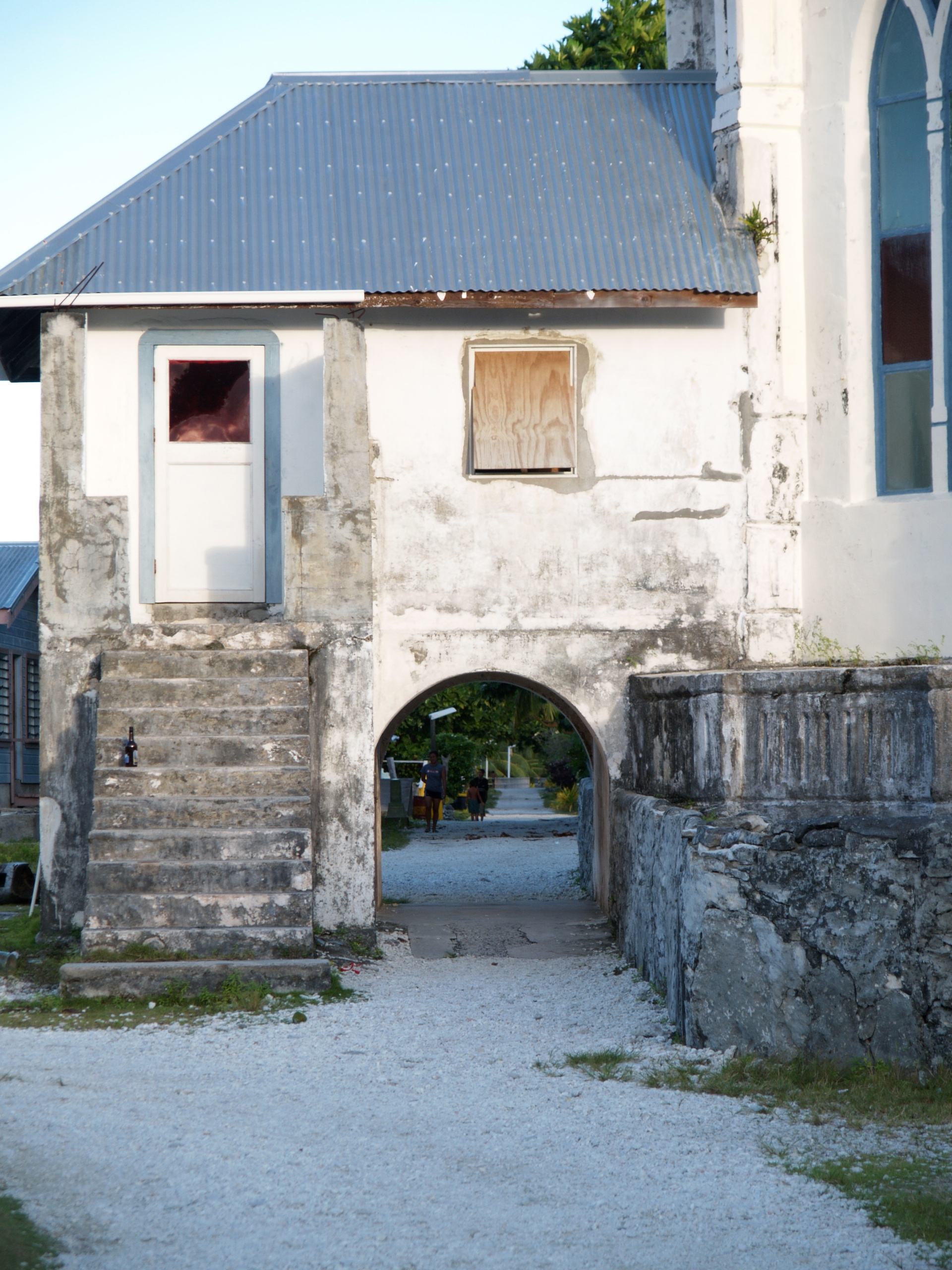
努庫諾努的天主教教堂

#### 葬禮
死者身體被佈置在適當的家庭中，人們聚集在死者家中，進行哀悼、致詞和唱聖歌，參加最後的告別式。然而，因受到基督教影響，托克勞人會將裝置屍體的棺木被運送到埋葬地，放置在一個深挖的墳墓中。在最後一次儀式之後，所有出席的人都親手填滿墳墓。默哀後時期過後，緊接著會有一個大餐。

## 文學與藝術

### 音樂
傳統的托克勞音樂從合唱元素開始，並添加了與鼓，木箱和餅乾罐的打擊樂。拖克勞音樂團體Te Vaka（“獨木舟”）將托克勞音樂和舞蹈帶到國際舞台上。

### 歌曲與舞蹈
Pehe是托克勞的歌，而pehe anamua是古代歌曲; hiva是舞蹈它們一起是托克勞流行的音樂形式。最著名的傳統音樂形式是命運，在許多社區聚會和活動中進行了一場舞蹈。每首歌曲都以一節重複，最多可重複六次，其次是靠近節目末尾的節奏和節奏。這種傳統與吐瓦魯音樂的音樂分享。 Fetele是一種歌曲形式，它是一種簡潔而迷人的歌曲呈現的組合，它們是具體情況，也是文字格式。社區通常意識到歌手在撰寫和呈現這些歌曲方面的能力。這些歌曲的經驗豐富的作曲家和歌手被稱為“pulotu”。
Siva是另一種形式的歌曲和舞蹈，演奏的軟音樂類似於夏威夷的hula（呼啦）。在這種形式下，手和手臂表情與表現力的眼動同步。男人們進行戰爭舞蹈，被稱為男人的Siva。老年婦女也表演了Siva，並挑戰了西班牙語（當地的西方人）的名字和薩米亞人與他們一起跳舞。其他形式的歌舞包括ake ake，舞蹈與棍棒; hiva hahaka，一首與坐著的合唱唱的動作歌; mauluulu，一個坐男子舞蹈與男女錶演者; tafoe，與旋轉的敵人（獨木舟槳）跳舞;和upaupa或opaopa，由女性執行，包括喜劇的元素。

## 現況

### 太陽能資源
現今托克勞的島內電力皆由太陽能所提供，甚至可提供150%的電力。建設的資金來自於紐西蘭政府，希望能夠向世界展現一個全以再生能源而發電的案例。過往，托克勞需要仰賴運輸外界的能源，因自身地理位置偏遠的緣故，一年需要花接近美金829,000元於其中。但現今可自行生產電力，而讓托克勞政府能夠讓預算省下，投資到社會福利、教育當中。
1. ↑  .   [2014]. （原始内容存档于2017年11月24日） （英语）.
2. ↑  .   [2014-07]. （原始内容存档于2020-06-03） （英语）.
3. ↑  .   [2013]. （原始内容存档于2020-08-06） （英语）.
4. ↑  .   [2017-06-08]. （原始内容存档于2021-03-20） （英语）.
5. ↑  .   [2017-06-27]. （原始内容存档于2019-06-29） （英语）.
6. ↑  .   [2017-05-07]. （原始内容存档于2019-05-03） （英语）.
7. 1 2  .   [2017-05-08]. （原始内容存档于2019-06-24） （英语）.
8. ↑  .   [2017-05-08]. （原始内容存档于2019-06-24） （英语）.
9. ↑  .   [2017-06-08]. （原始内容存档于2021-02-08） （英语）.
10. 1 2  .   [2017-05-07]. （原始内容存档于2019-05-03） （英语）.
11. ↑  JESS LEE. . Stuff. 03/08/2012  [2012-08-07]. （原始内容存档于2020-11-11）.
12. ↑  .   [2017-05-14]. （原始内容存档于2019-06-29） （英语）.
13. ↑  .   [2017-05-14]. （原始内容存档于2019-06-29） （英语）.
14. 1 2
15. ↑  Finnegan, Ruth Hilary; Orbell, Margaret Rose. . Indiana University Press. 1995: 115. ISBN 978-0-253-32868-7.
16. ↑  . The American Samoa Territorial Energy Office.   [28 June 2013]. （原始内容存档于2016-08-07）.
17. ↑  .   [2017-06-27]. （原始内容存档于2019-08-18） （英语）.